# Freenode
Freenode (litt. « nœud libre » ) anciennement nommé Openprojects (litt. « projets ouverts ») était un réseau IRC utilisé principalement par des développeurs de projets libres et open source.
Les serveurs du réseau Freenode étaient baptisés avec les noms d'auteurs de science-fiction et de fantastique.
En 2021, Freenode fait l'objet d'une « prise de contrôle hostile ».

## Histoire

Localisations des 24 serveurs du réseau freenode en octobre 2010.

Rob Levin, fondateur de Freenode, retrace la genèse au 29 janvier 1994, alors qu'il lança un petit canal d'aide pour Linux appelé #linuxneo sur le réseau IRC. Le canal ne fut actif qu'en août 1994, et aussitôt après il changea son nom en #linpeople.
Il déménagea d'UnderNet vers DALnet, et à la fin 1995 devint un réseau IRC, irc.linpeople.org. En 1998, le réseau fut renommé irc.openprojects.net et généralisa sa mission, attirant différents projets en logiciel libre. En août 2002, il changea en freenode, un service d'une association à but non lucratif.
En mars 2004, Freenode sert 16 000 utilisateurs encouragés à contribuer à l'association qui fournit les moyens et ressources nécessaires pour améliorer le réseau et aider des projets charitables de la communauté libre.
Le 16 septembre 2006, le créateur de Freenode, Rob Levin, alias « lilo », meurt à la suite d'un accident de la circulation.
En août 2008, le réseau Freenode est constitué de 23 serveurs et sert en moyenne 40 000 utilisateurs (avec des pics à 47 000), répartis sur 18 000 canaux, dont 6 000 publics.
Le 30 janvier 2010, Freenode change l'IRCd de ses serveurs, leur actuel n'ayant plus été maintenu depuis plusieurs années. Ce nouvel IRCd s'appelle ircd-seven, un fork de charybdis plus adapté aux besoins du réseau.
Un an plus tard, Freenode passe le cap des 70 000 utilisateurs.
En 2021, Freenode fait l'objet d'une « prise de contrôle hostile », ce qui entraîne la démission d'une majeure partie de l'équipe, et provoque la création de Libera Chat, un nouveau réseau IRC indépendant, vers lequel une grande partie des canaux migrent.
Le 15 juin 2021, Freenode supprime tous les comptes utilisateurs et tous les canaux.

## Sécurité

### Piratage du compte administrateur du fondateur du réseau
Le 24 juin 2006, un utilisateur connecté sous le pseudonyme « ratbert » (qui n'était autre que l'un des pseudonymes qu'utilisait lilo pour gérer les services du réseau) obtient les privilèges d'administration du réseau (via le compte de Rob Levin lui-même), et prit ainsi le contrôle du réseau. Il est probable qu'environ 25 mots de passe de comptes utilisateurs furent volés de cette manière. Cet utilisateur bannit (k-line) de nombreux membres du staff, et la plupart des serveurs du réseau freenode tombèrent donc pendant plusieurs heures,.

### Chiffrement des communications sur le réseau
L'une des anciennes spécificités propres au réseau Freenode est qu'il n'était pas possible de s'y connecter en utilisant des connexions chiffrées. Cela venait du fait que le serveur IRC utilisé par ce réseau, Hyperion (développé par et pour les utilisateurs du réseau Freenode, basé sur dancer-ircd, lui-même un fork de Hybrid 6), ne gérait pas cette fonctionnalité. L'intégralité des discussions des utilisateurs de ce réseau passaient donc en clair, sans le moindre chiffrement, y compris les mots de passe d'accès aux services.
Cette situation a changé depuis fin janvier 2010 : le réseau Freenode est en effet passé à un autre serveur IRC, ircd-seven (basé sur charybdis, lui-même utilisé sur le réseau IRC de staticbox (où sont notamment hébergés les canaux de Atheme Services)), qui lui supporte le chiffrement SSL. Cette nouvelle plate-forme était en phase de test depuis le mois de novembre 2008.